# Blondes Have More Fun
Blondes Have More Fun – dziewiąty studyjny album angielskiego piosenkarza rockowego Roda Stewarta. Został on wydany w 1978 roku przez wytwórnię Warner Bros. Records.

## Lista utworów
| 1.  | „Da Ya Think I’m Sexy?” (Stewart, Carmine Appice)                               | 5:31  |
|     |                                                                                 |       |
| 2.  | „Dirty Weekend” (Stewart, Gary Grainger)                                        | 2:36  |
|     |                                                                                 |       |
| 3.  | „Ain’t Love a Bitch” (Stewart, Gary Grainger)                                   | 4:39  |
|     |                                                                                 |       |
| 4.  | „The Best Days of My Life” (Stewart, Jim Cregan)                                | 4:21  |
|     |                                                                                 |       |
| 5.  | „Is That The Thanks I Get?” (Stewart, Jim Cregan)                               | 4:32  |
|     |                                                                                 |       |
| 6.  | „Attractive Female Wanted” (Stewart, Gary Grainger)                             | 4:17  |
|     |                                                                                 |       |
| 7.  | „Blondes (Have More Fun)” (Stewart, Jim Cregan)                                 | 3:46  |
|     |                                                                                 |       |
| 8.  | „Last Summer” (Stewart, Jim Cregan)                                             | 4:05  |
|     |                                                                                 |       |
| 9.  | „Standin’ in the Shadows of Love” (Lamont Dozier, Eddie Holland, Brian Holland) | 4:28  |
|     |                                                                                 |       |
| 10. | „Scarred and Scared” (Stewart, Gary Grainger)                                   | 4:54  |
|     |                                                                                 |       |
|     |                                                                                 | 43:09 |
|     |                                                                                 |       |